# لوکواتا
لوکواتا (به بلغاری: Lokvata) یک منطقهٔ مسکونی در بلغارستان است که در شهرستان بوبف دل واقع شده‌است.